# 龚旗煌
龚旗煌（1964年8月15日—），男，福建莆田人，中国光学专家，北京大学教授，中国科学院院士。现任北京大学校长。中华人民共和国教育部首批长江学者特聘教授。

## 生平
1983年和1989年分别获得北京大学学士学位和博士学位（中英联合培养）。博士导师为褚圣麟，学位论文题目为《碰撞感生相干性引起的非线性光学过程和受激布里渊散射相位共轭的机理》。
1991年至今，先后任北京大学物理系（学院）讲师、副教授、教授。2009年11月起任北京大学物理学院副院长、发展规划部副部长。2013年当选为中国科学院院士。2015年7月起任北京大学研究生院常务副院长，2017年7月起任北京大学党委常委、副校长，2018年10月起兼任北京大学教务长，2019年8月起兼任研究生院院长，同年12月起升任北京大学党委常委、常务副校长。2022年6月出任北京大学校长。
2023年11月，获颁香港理工大学荣誉理学博士学位。
2024年9月，获颁早稻田大学名誉博士学位。